# Cynortula santarosa
Cynortula santarosa is een hooiwagen uit de familie Cosmetidae.